# HMS Tetcott (L99)
HMS Tetcott (L99) là một tàu khu trục hộ tống lớp Hunt Kiểu II của Hải quân Hoàng gia Anh Quốc được hạ thủy và đưa ra phục vụ năm 1941. Nó đã hoạt động cho đến hết Chiến tranh Thế giới thứ hai, được đưa về lực lượng dự bị năm 1946 và bị bán để tháo dỡ năm 1956.

## Thiết kế và chế tạo
Tetcott thuộc vào số 33 chiếc tàu khu trục lớp Hunt nhóm II, có mạn tàu rộng hơn nhóm I, tạo độ ổn định cho một tháp pháo QF 4 in (100 mm) Mark XVI nòng đôi thứ ba, cũng như cho phép tăng số lượng mìn sâu mang theo từ 40 lên 110.
Tetcott được đặt hàng cho hãng J. Samuel White vào ngày 20 tháng 12 năm 1939 trong khuôn khổ Chương trình Chế tạo Khẩn cấp Chiến tranh 1939, và được đặt lườn tại xưởng tàu Cowes vào ngày 29 tháng 7 năm 1940. Nó được hạ thủy vào ngày 12 tháng 8 năm 1941 và nhập biên chế vào ngày 2 tháng 12 năm 1941. Tên nó được đặt theo tên một rừng săn cáo tại Devonshire. Con tàu được cộng đồng dân cư Williton và Watchet tại Somerset đỡ đầu trong khuôn khổ cuộc vận động gây quỹ Tuần lễ Tàu chiến vào tháng 3 năm 1942.

## Lịch sử hoạt động

### 1941
Sau khi hoàn tất vào ngày 11 tháng 12 năm 1941, Tetcott lên đường đi Scapa Flow để thực tập cùng các tàu chiến thuộc Hạm đội Nhà, đến nơi vào ngày 16 tháng 12. Nó gặp tai nạn va chạm với tàu corvette Heartsease (K15) vào ngày 23 tháng 12, khiến phải được sửa chữa trong hai tháng tiếp theo, trước tiên tại Clyde và sau đó tại Southampton.

### 1942
Sau khi hoàn tất sửa chữa vào ngày 2 tháng 3 năm 1942, Tetcott chạy thử máy trước khi đi đến Scapa Flow vào ngày 9 tháng 3, tiếp nối hoạt động cùng Hạm đội Nhà. Nó cùng các tàu tuần dương hạng nặng Frobisher (D81), tàu tuần dương hạng nhẹ Gambia (48) và tàu khu trục Hà Lan HNLMS Van Galen (G84) tham gia Đoàn tàu WS18 tại Clyde vào ngày 15 tháng 4 cho hành trình đi sang Ấn Độ Dương. Đoàn tàu ghé qua Freetown vào ngày 29 tháng 4, tiếp tục chặng đường hướng đến mũi Hảo Vọng, và Tetcott tách khỏi đoàn tàu sau khi đi đến Cape Town vào ngày 15 tháng 5. Nó di chuyển độc lập ngang qua Hồng hải và kênh đào Suez, và gia nhập Chi hạm đội Khu trục 9 đặt căn cứ tại Alexandria, Ai Cập vào đầu tháng 6.
Vào ngày 10 tháng 6, Tetcott lên đường cùng tàu khu trục Grove (L77) để vận chuyển tiếp liệu cho lực lượng đồn trú tại Tobruk. Grove bị đắm trong vịnh Sollum do trúng ngư lôi phóng từ tàu ngầm U-boat Đức U-77 trong chuyến quay trở về vào ngày 12 tháng 6, và Tetcott đã cứu vớt 79 người sống sót. Vào ngày 16 tháng 6, đang khi hộ tống tàu bè quay trở về Alexandria sau khi Chiến dịch Vigorous bị hủy bỏ, nó chịu đựng không kích nặng nề của đối phương.
Sang tháng 7, Tetcott hoạt động hộ tống vận tải và tuần tra vùng biển ngoài khơi Palestine và Syria trong khuôn khổ Chiến dịch Exporter, hoạt động quân sự nhằm chống lại lực lượng Vichy Pháp tại Syria. Vào ngày 4 tháng 8, nó cùng các tàu khu trục Sikh (F82) và Zulu (F18) đã tấn công tàu ngầm U-372 ngoài khơi Haifa bằng mìn sâu, buộc chiếc U-boat phải nổi lên mặt nước. Thủy thủ đoàn chiếc tàu ngầm đã bỏ tàu và đánh đắm ở tọa độ 32°28′B 34°37′Đ / 32,467°B 34,617°Đ; 16 thủy thủ Đức và một thường dân Liban đã được cứu vớt.
Vào tháng 9, Tetcott cùng tàu khu trục Hero (H99) được điều động sang Aden làm nhiệm vụ hộ tống vận tải tại Hồng Hải; rồi quay trở lại Alexandria để hoạt động tại khu vực Đông Địa Trung Hải vào tháng 10. Vào ngày 17 tháng 11, nó tham gia thành phần hộ tống cho Đoàn tàu MW 13 nhằm tăng viện cho Malta; lực lượng còn bao gồm các tàu khu trục Aldenham (L22), Beaufort (L14), Belvoir (L32), Croome (L62), Exmoor (L08), Dulverton (L63), Hursley (L84), Hurworth (L28) cùng tàu khu trục Hy Lạp Pindos (L65), nhằm thay phiên cho các tàu khu trục Javelin (F61), Jervis (F00), Kelvin (F37), Pakenham (G06), Petard (G56) và Paladin (G69) quay trở lại Alexandria. Đoàn tàu bị đối phương không kích nặng nề vào ngày hôm sau, khi tàu tuần dương Arethusa (26) bị trúng ngư lôi và phải được Petard kéo quay trở lại Alexandria. Sau khi MW 13 đến được Malta vào ngày 20 tháng 11, nó tách ra và quay trở về Alexandria.
Vào ngày 1 tháng 12, Tetcott cùng với Aldenham, Belvoir, Croome, Exmoor, Hursley và Pindos tham gia thành phần hộ tống cho Đoàn tàu MW14 khởi hành từ Alexandria để tăng viện cho Malta. Sang ngày hôm sau, có thêm tàu tuần dương hạng nhẹ Orion (85) và các tàu khu trục Pakenham, Petard và tàu khu trục Hy Lạp Vasilissa Olga (D 15) tham gia bảo vệ từ xa. Đến ngày 4 tháng 12, Lực lượng K đặt căn cứ tại Malta, bao gồm các tàu tuần dương Cleopatra (33), Dido (37) và Euryalus (42) cùng các tàu khu trục Javelin (F61), Jervis (F00), Kelvin (F37) và Nubian (F36), đã gia nhập Đoàn tàu MW14. Sau khi đi đến Malta vào ngày hôm sau, Tetcott được cho tách ra và gia nhập Chi hạm đội Khu trục 22 đặt căn cứ tại Algiers. Nó đã hộ tống vận tải và hỗ trợ các hoạt động tại khu vực Trung tâm Địa Trung Hải.

### 1943
Vào tháng 1, 1943, Tetcott đã hộ tống tàu tuần dương hạng nhẹ Orion trong hành trình đi từ Malta đến Alexandria, nhằm chuẩn bị cho một chuyến đi tiếp liệu khác đến Malta. Vào ngày 1 tháng 2, nó đã cứu vớt những người sống sót từ tàu rải mìn Welshman (M84), vốn bị đắm do trúng ngư lôi phóng từ tàu ngầm U-617 ngoài khơi Sollum, về phía Đông Tobruk. Nó tiếp tục hoạt động tuần tra và hộ tống tại khu vực Trung tâm và Đông Địa Trung Hải cho đến tháng 6, khi được điều về Malta nhằm chuẩn bị cho Chiến dịch Husky, cuộc đổ bộ của lực lượng Đồng Minh lên Sicily, Ý.
Tetcott được phân về Đội hộ tống Q, Lực lượng Hỗ trợ phía Đông, và vào đầu tháng 7 đã chuyển đến Alexandria. Vào ngày 3 tháng 7, nó khởi hành từ Alexandria trong thành phần hộ tống cho Đoàn tàu MWS26. Trong ngày 6 tháng 7, con tàu hoạt động tuần tra chống tàu ngầm để bảo vệ cho Đoàn tàu MWS26, trước khi được cho tách ra để di chuyển đến Benghazi. Sang ngày 8 tháng 7, nó được tập trung tại Benghazi để hộ tống cho Đoàn tàu MWF36, và đến ngày 10 tháng 7 đã hộ tống cho tàu đổ bộ HMS Ulster Monarch đi đến bãi Acid theo kế hoạch đổ bộ của Chiến dịch Husky. Tetcott đã bắn pháo hỗ trợ xuống cảng Augusta trên bờ biển phía Đông Sicily, và sau đó tuần tra phòng không và ngăn chặn can thiệp của tàu nổi đối phương.
Tetcott tiếp tục hộ tống vận tải và hỗ trợ các hoạt động tại Sicily trong suốt tháng 8, trước khi được điều động sang Lực lượng Đặc nhiệm 85, là Lực lượng Tấn công phía Bắc để tham gia Chiến dịch Avalanche, cuộc đổ bộ tiếp theo của lực lượng Đồng Minh lên Salerno. Trong ngày 9 tháng 9, nó đã bảo vệ cho tàu bè ngoài khơi bãi đổ bộ và hộ tống các đoàn tàu vận tải tiếp liệu đi theo sau. Sang tháng 10, con tàu được điều trở lại Alexandria để hộ tống vận tải cũng như hỗ trợ cho Chiến dịch Dodecanese, các hoạt động tại vùng biển Aegean ngăn chặn quân Đức chiếm đóng các đảo thuộc quần đảo Dodecanese sau khi Ý chấp nhận đầu hàng. Vào tháng 11, nó đã ngăn chặn các tàu chở quân Đức; rồi được điều động sang Chi hạm đội Khu trục 22 đặt căn cứ tại Malta để hoạt động tại khu vực Trung tâm Địa Trung Hải.

### 1944
Vào tháng 1, 1944, Tetcott được điều động sang Lực lượng Tấn công phía Bắc trong khuôn khổ Chiến dịch Shingle, cuộc đổ bộ của lực lượng Đồng Minh lên Anzio, Ý. Nó được tập trung tại Naples, và đặt dưới quyền chỉ huy chung của Hải quân Hoa Kỳ, khi khởi hành từ Naples vào ngày 21 tháng 1 trong thành phần Lực lượng X. Đi đến ngoài khơi bãi đổ bộ vào ngày hôm sau, nó đã bắn hải pháo hỗ trợ cho cuộc đổ bộ mở màn.
Từ tháng 2 đến tháng 8, Tetcott hoạt động trong vùng biển Adriatic để hộ tống vận tải và bắn phá bờ biển hỗ trợ các chiến dịch quân sự trên bộ. Nó đã cùng tàu tuần dương hạng nhẹ Aurora (12) và tàu khu trục Tyrian (R67) bắn phá đảo Milos, Hy Lạp. Đến tháng 9, nó hỗ trợ cho việc chiếm đóng các đảo trong khu vực biển Aegean, bắn hải pháo và hộ tống vận tải, cũng như tuần tra ngăn chặn tàu bè đối phương triệt thoái binh lính và phương tiện khỏi khu vực. Nó tiếp tục được bố trí hỗ trợ các hoạt động quân sự tại Hy Lạp và Albania cho đến tháng 3, 1945.

### 1945
Tetcott sau đó hoạt động ngoài khơi bờ biển nước Ý, và bị hư hại nhẹ vào tháng 4, 1945, đang khi cùng tàu khu trục Marne (G35) bắn phá Genoa. Đến tháng 5, nó được dự định cử sang hoạt động tại Viễn Đông, nên đã quay trở về Anh, và về đến Portsmouth vào ngày 21 tháng 5, rồi tiếp tục đi đến Gibraltar để tái trang bị vào tháng 6 trước khi đi sang Ấn Độ Dương. Việc đại tu được tiến hành từ ngày 5 tháng 7, tuy nhiên do Nhật Bản đã chấp nhận đầu hàng vào giữa tháng 8 kết thúc hoàn toàn Thế Chiến II, việc đại tu được cắt ngắn, và con tàu được đưa về thành phần dự bị vào ngày 17 tháng 1, 1946, trước khi lên đường quay trở về Anh.

### Sau chiến tranh
Tetcott neo đậu trong thành phần Hạm đội Dự bị tại Portsmouth. Vào tháng 11, 1952, có ý định bảo tồn con tàu tại cảng Penarth Dock, xứ Wales, nhưng kế hoạch không được thực hiện. Nó được kéo đến Gibraltar vào năm 1953, và ở lại đây cho đến tháng 9, 1955, khi nó được kéo trở lại Barrow in Furness, nơi hầu hết thiết bị của nó bị tháo dỡ, rồi được đưa vào Danh sách loại bỏ vào tháng 1, 1956. Nó được bán cho hãng BISCO để tháo dỡ vào tháng 8, 1956; và được kéo đến xưởng tháo dỡ của hãng Thos W Ward tại Milford Haven vào ngày 24 tháng 9, 1956. Công việc hoàn tất vào ngày 9 tháng 4, 1957.